# Su od Chua
Kralj Sù od Chua (楚肅王; Chǔ Sù Wáng) bio je kralj kineske države Chu u staroj Kini.
Rođen je kao princ Zāng (臧), a naslijedio je svog oca Daoa. Umro je 370. prije nove ere.
Budući da nije imao sinova, Sua je naslijedio brat Liangfu, kralj Xuān.
Su je bio stric kralja Weija.